# 圣波尼法爵圣殿主教座堂 (温尼伯)
圣波尼法爵圣殿主教座堂（Saint Boniface Cathedral）是罗马天主教的宗座圣殿、天主教圣波尼法爵总教区的主教座堂，位于加拿大马尼托巴省温尼伯圣波尼法爵区主教座堂大道190号，面对红河。

## 历史

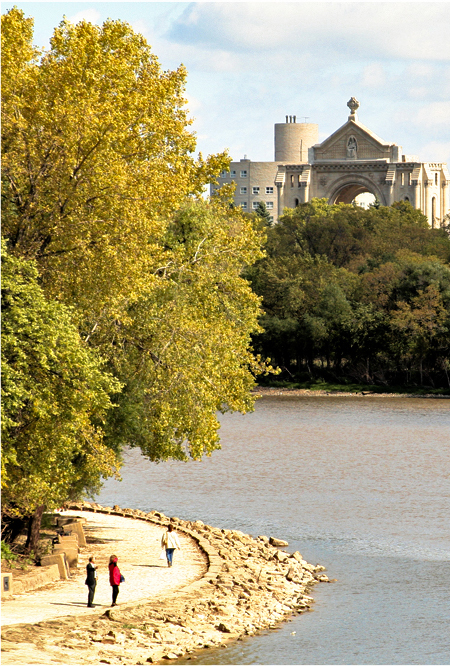

该堂创建于1818年，1832年建造大堂，1860年12月14日被烧毁。1862年重建教堂。到1900年，圣波尼法爵已经是西部第五大城，需要较大的主教座堂。1906年8月5日，新主教座堂祝圣。这是加拿大西部最宏伟的教堂之一。
1968年7月22日，1906年的教堂发生火灾，包括玫瑰窗都被烧毁，只有立面和墙壁幸存。1972年在立面后面建造了较小的新堂。